# Fulakora papuana
Fulakora papuana es una especie de hormiga del género Fulakora, familia Formicidae. Fue descrita científicamente por Taylor en 1979.
Se distribuye por Papúa Nueva Guinea. Se ha encontrado a elevaciones de hasta 671 metros. Vive en plantaciones de pinos y en troncos.